# Вольта (лунный кратер)
Кратер Вольта (лат. Volta) — древний большой ударный кратер в северо-западной материковой части видимой стороны Луны. Название присвоено в честь итальянского физика, химика и физиолога, одного из основоположников учения об электричестве, Алессандро Вольта (1745—1827) и утверждено Международным астрономическим союзом в 1964 г. Образование кратера относится к донектарскому периоду.

## Описание кратера

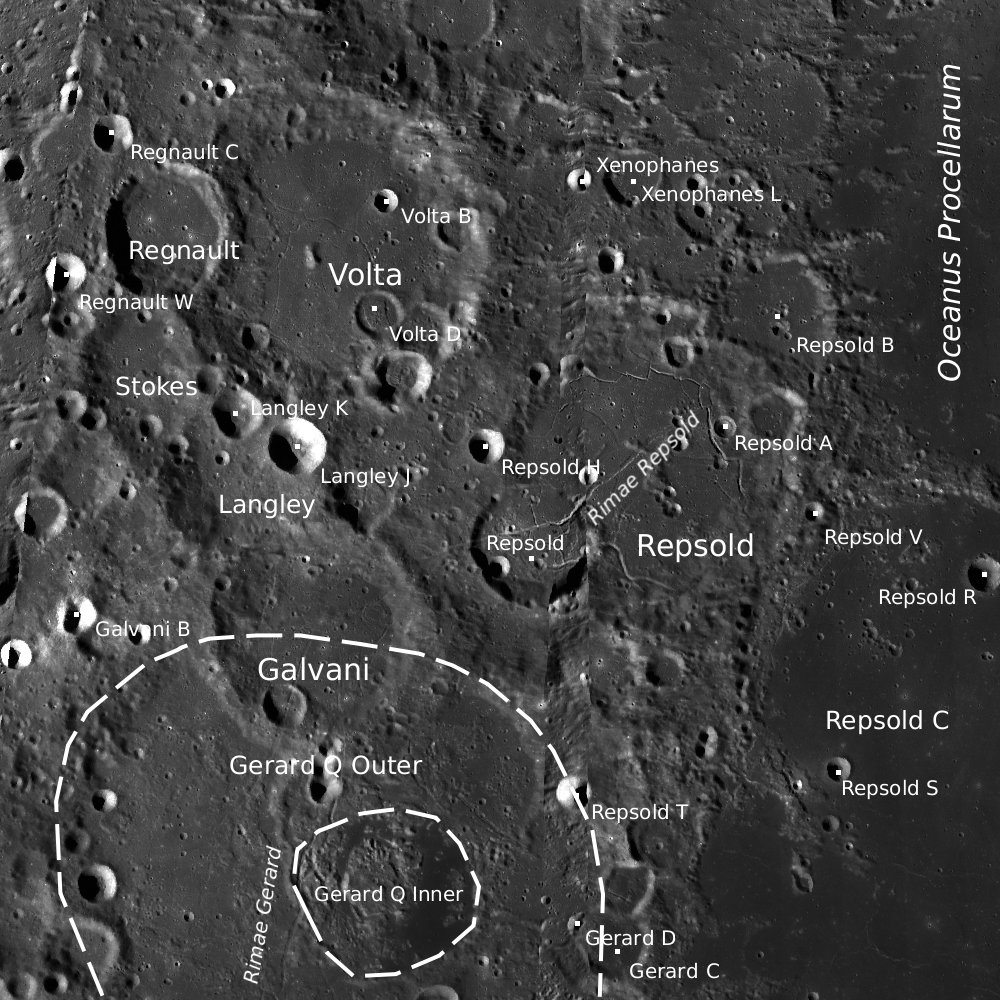
Окрестности кратера Вольта. Снимок Lunar Reconnaissance Orbiter.

Ближайшими соседями кратера являются кратер Реньо, перекрывающий западную часть кратера Вольта; кратер Ксенофан, примыкающий к северо-восточной части кратера Вольта; кратер Репсольд на юго-востоке; кратер Гальвани на юге; кратеры Стокс и Ланглей на юго-западе. На юго-востоке от кратера находятся борозды Репсольда, на востоке – Океан Бурь. Селенографические координаты центра кратера 53°54′ с. ш. 84°46′ з. д. / 53,9° с. ш. 84,77° з. д., диаметр 117,2 км, глубина 3,58 км.
Вал кратера значительно разрушен и перекрыт множеством кратеров различного размера. Северо-восточная часть вала прорезана узкой долиной в направлении кратера Ксенофан. Средняя высота вала кратера над окружающей местностью 1610 м, объем кратера составляет приблизительно 16 000 км³. Дно чаши ровное, отмечено несколькими кратерами, в частности сателлитными кратерами Вольта B и Вольта D (см. ниже).

## Сателлитные кратеры
| Вольта | Координаты                                            | Диаметр, км |
| ------ | ----------------------------------------------------- | ----------- |
| B      | 54°32′ с. ш. 83°32′ з. д. / 54,53° с. ш. 83,53° з. д. | 8,3         |
| D      | 52°29′ с. ш. 83°05′ з. д. / 52,49° с. ш. 83,09° з. д. | 19,5        |